# Sad Girl (キタニタツヤの曲)
「Sad Girl」（サッド・ガール）は、日本のシンガーソングライター・キタニタツヤの1枚目のCDシングル。2019年2月9日にヴィレッジヴァンガード限定シングルとしてリリースされた。

## 概要
キタニタツヤ初のCDシングル。ヴィレッジヴァンガード限定ワンコインCDとしてコラボグッズとともに販売された。また、2月16日に下北沢MOSAiCで行なわれたキタニのワンマンライブ『I DO LOVE YOU.』の会場にて出張販売が行われた。3月8日には表題曲「Sad Girl」のミュージックビデオがYouTubeにて公開された。監督はイノウエマナ。

## 収録曲
| 全作詞・作曲・編曲: キタニタツヤ。 |                  |              |              |      |
| #                                  | タイトル         | 作詞         | 作曲・編曲   | 時間 |
| 1.                                 | 「Sad Girl」     | キタニタツヤ | キタニタツヤ | 3:12 |
| 2.                                 | 「夜がこわれる」 | キタニタツヤ | キタニタツヤ | 2:43 |
| 合計時間:                          | 合計時間:        | 5:55         |              |      |

## クレジット
- Words & Music & Arrangement, All Instruments & Programming：キタニタツヤ
- Mix, Mastering：yasu(Tinkle-POP)